# Paracentesi

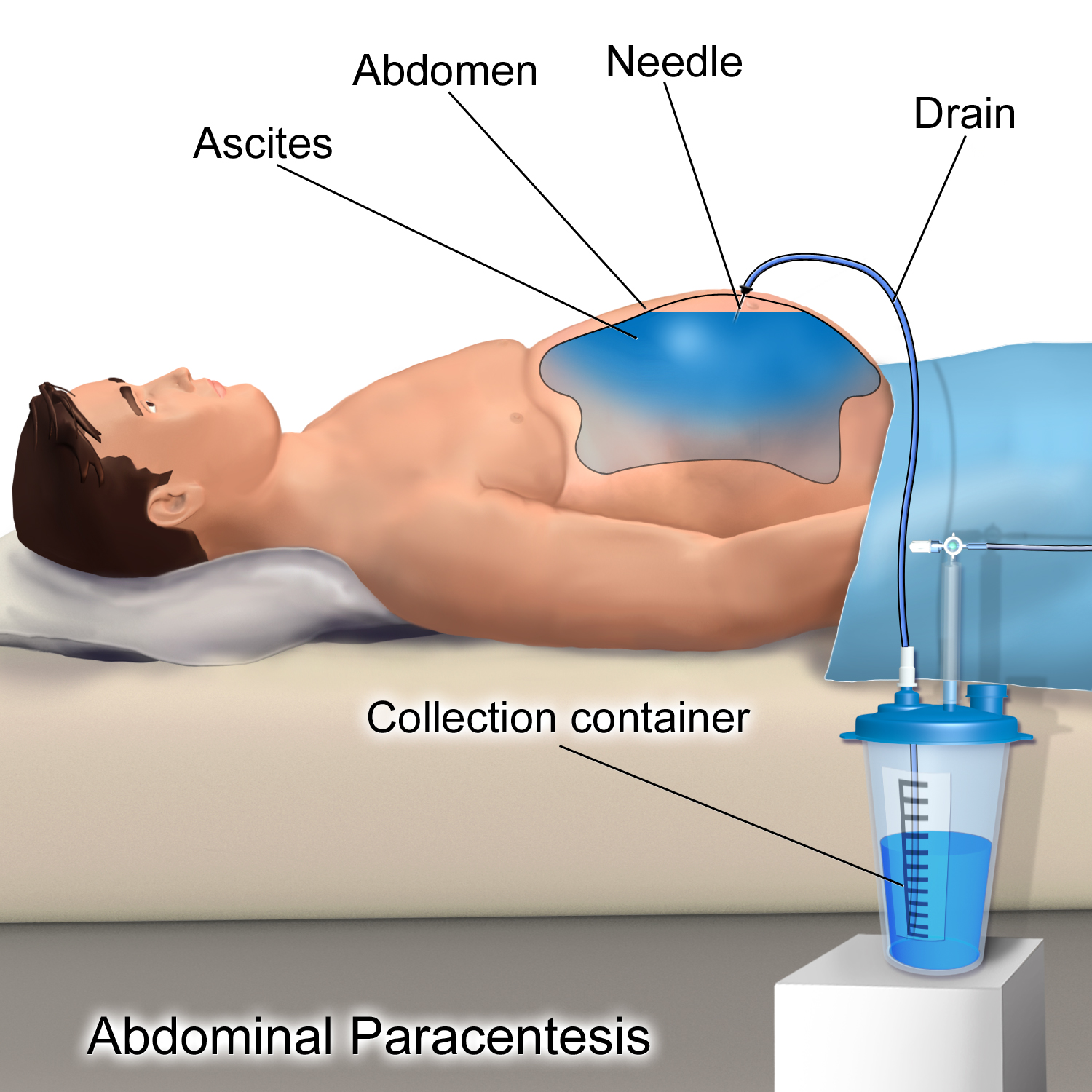
Immagine che mette in luce le modalità di una paracentesi addominale

La paracentesi (raramente denominata  peritoneocentesi) è una procedura medico-chirurgica di "minore entità" che consiste nella perforazione con un ago od un trocar, di cavità organiche abnormemente ripiene di essudato e trasudato. Il termine deriva dal greco παρά che significa "attraverso" e κεντέω "pungo". 
Il termine non indica pertanto la sola evacuazione verso l'esterno di liquido che si è venuto a raccogliere nella cavità peritoneale (ad esempio in conseguenza di ascite da cirrosi epatica scompensata, evenienza assai frequente nella pratica clinica) ma anche alla procedura effettuata dall'oculista nella camera anteriore del globo oculare o dall'otorinolaringoiatra nella membrana timpanica.

## Indicazioni
Questa procedura medica viene adoperata per un certo numero di ragioni:
- Diminuzione della pressione addominale derivante dall'ascite
- Diagnosi di peritonite batterica spontanea ed altre infezioni (ad.es. la tubercolosi addominale)
- Diagnosi di cancro metastatico
- Diagnosi di presenza di sangue nella cavità peritoneale in seguito a trauma
- Puntura della membrana timpanica (miringotomia) finalizzata, ad esempio, all'ottenimento di un campione di pus o secrezioni dall'orecchio medio
- Riduzione della pressione intraoculare in caso di occlusione dell'arteria centrale retinica (oculocentesi) e qualsiasi ifema nella camera anteriore dell'occhio, nel caso in cui il sangue non venga assorbito nel giro di alcune settimane.

## Paracentesi per alleviare l'ascite
La procedura può eseguirsi in un ambulatorio oppure nello studio del medico o in una clinica "day-hospital". Eseguita da mani esperte, è un'operazione molto sicura, anche se vi è un piccolo rischio di infettare la cavità, di causare un sanguinamento eccessivo o di perforare un'ansa intestinale o la vescica.
Prima della procedura, ai pazienti si chiede di svuotare la vescica.
Durante la procedura, ai pazienti si chiede di giacere supini e di scoprire l'addome. Dopo la disinfezione del lato dell'addome interessato dalla procedura, con una soluzione antisettica, il medico-chirurgo provvederà ad anestetizzare una piccola area della pelle e successivamente ad inserire un ago di larghezza opportuna da 23G a 16G fino a 10G (assieme ad un'anima-tubo in plastica all'interno) ad una profondità di 2–5 cm, (perforando pelle, grasso, una zona tendinea dei muscoli retto e trasverso dell'addome ed il sottile peritoneo parietale) per raggiungere il fluido peritoneale (fluido ascitico o ascite). L'ago viene poi rimosso, lasciando in sede l'anima in plastica (un tubo con molti fori) che viene connesso ad un altro tubicino che porta ad una sacca di drenaggio. Il fluido può essere drenato per gravità, per connessione ad una sacca a "pressione negativa" (a soffietto), oppure ad una bottiglia in cui è stato fatto il vuoto. Fino a 10 litri di fluido possono essere aspirati durante la procedura. Se il drenaggio del fluido è maggiore a 5 litri, i pazienti possono ricevere albumina intravenosa  (25% albumina, 8g/L) per prevenire che si instauri ipotensione (bassa pressione arteriosa).
Di solito la procedura non è dolorosa; i pazienti non richiedono sedazione. Una volta eseguita la procedura, se il paziente non lamenta capogiri e mantiene una buona pressione arteriosa, può essere dimesso con indicazione ad evitare sforzi e movimenti bruschi.
Generalmente si effettua in corrispondenza della fossa iliaca sinistra; aiutandosi con la percussione si definisce la regione dove il suono è ottuso, per essere sicuri di giungere nella zona in cui c'è il liquido. Di solito, si tratta del punto medio della linea che congiunge la cicatrice ombelicale con la spina iliaca antero-superiore. 

## Paracentesi del contenuto dell'orecchio medio nel sistema uditivo
La paracentesi timpanica si esegue praticando con un aghetto un'incisione a tutto spessore a livello del quadrante postero-inferiore della membrana, questo permette di arrivare ad ogni eventuale essudato, trasudato o raccolta purulenta nella cavità dell'orecchio medio. Questa procedura è molto pericolosa e delicata e deve essere riservata al medico specialista in otorinolaringoiatria.
Viene effettuata sotto controllo microscopico e nel bambino in anestesia generale, nell'adulto in anestesia locale.
La procedura richiede un tempo di impiego di pochi minuti, può insorgere un dolore in seguito ben controllabile con la terapia antidolorifica.
Controindicato bagnare l'orecchio nelle 24 ore successive, per evitare una possibile infezione dell'orecchio medio.